# Catasetum confusum
Catasetum confusum là một loài thực vật có hoa trong họ Lan. Loài này được G.A.Romero mô tả khoa học đầu tiên năm 1993.